# 100 (število)
100 (stó) je naravno število, za katero velja 100 = 99 + 1 = 101 − 1.

## V matematiki
- sestavljeno število.
- deseto kvadratno število {\displaystyle 100=10^{2}\,\!}.
- {\displaystyle 2^{6}+6^{2}\,\!}.
- Harshadovo število.
- veselo število.
- 100 = 2 + 3 + 5 + 7 + 11 + 13 + 17 + 19 + 23.
- {\displaystyle 100=1^{3}+2^{3}+3^{3}+4^{3}\,\!}.
- ne obstaja noben takšen cel x, da bi veljala enačba x − φ(x) = 100.
- 100 je samoopisno število v štiriškem številskem sistemu, saj je njegov razvoj {\displaystyle 100=1210_{4}}: 1210 ima eno števko 0 in 2, dve števki 1, nima pa števk 3.
- POMOČ PROSIM!: zapis 100 z 6 deveticami?

## V znanosti
- vrstno število 100 ima fermij (Fm).

## Drugo

### Leta
- 100 pr. n. št.
- 100, 1100, 2100